# لولو (خواننده آمریکایی)
لولو (به انگلیسی: Lolo) با نام کامل لورن پریچارد (به انگلیسی: Lauren Pritchard) (زاده ۲۷ دسامبر ۱۹۸۷) خواننده، ترانه‌سرا و بازیگر آمریکایی است.